# 4233 Palʹchikov
A 4233 Palʹchikov (ideiglenes jelöléssel 1977 RO7) a Naprendszer kisbolygóövében található aszteroida. Nyikolaj Sztyepanovics Csernih fedezte fel 1977. szeptember 11-én.